# Fjodor Michailowitsch Terentjew
Fjodor Michailowitsch Terentjew (russ. Фёдор Миха́йлович Тере́нтьев; * 4. Oktober 1925 in Padany, Karelische ASSR; † 20. Januar 1963 in Leningrad) war ein russischer Skilangläufer, der in den 1950er Jahren für die Sowjetunion startete.

## Werdegang
Terentjew gewann bei den Nordischen Skiweltmeisterschaften 1954 in Falun die Silbermedaille mit der Staffel. In den Einzelrennen wurde er dort Sechster über 50 km und Vierter über 15 km. Im folgenden Jahr errang er beim Holmenkollen Skifestival den fünften Platz im 50-km-Lauf. Bei den Olympischen Winterspielen 1956 in Cortina d’Ampezzo holte er die Bronzemedaille über 50 km und die Goldmedaille mit der Staffel. Zudem kam er dort auf den sechsten Platz über 30 km. Für seine Verdienste erhielt Terentjew 1957 das sowjetische Ehrenzeichen. Bei den Nordischen Skiweltmeisterschaften 1958 in Lahti gewann er wie vier Jahre zuvor die Silbermedaille mit der Staffel. Im Einzel belegte er dort den 12. Platz über 30 km, den zehnten Rang über 50 km und den sechsten Platz über 15 km. Bei sowjetischen Meisterschaften siegte er siebenmal mit der Staffel (1951–1953, 1955, 1956, 1958, 1960), jeweils zweimal über 18 km (1954, 1955) und über 50 km (1954, 1962) und jeweils einmal über 10 km (1953) und über 30 km (1954). Am 20. Januar 1963 brach er bei den sowjetischen Armeemeisterschaften, nachdem er den 30-km-Lauf gewann, im Ziel zusammen und starb auf dem Weg zum Krankenhaus.